# Duelo Wild Bill Hickok – Davis Tutt
O duelo Wild Bill Hickok – Davis Tutt ocorreu em 21 de julho de 1865 na praça central da cidade de Springfield, Missouri, entre Wild Bill Hickok e o jogador Davis Tutt. É um dos poucos casos registrados no Velho Oeste de um duelo de tiro rápido de pistola um contra um em um lugar público, da maneira mais tarde tornada icônica por inúmeros romances baratos, dramas de rádio e filmes de faroeste, como High Noon. A primeira história do tiroteio foi detalhada em um artigo na Harper's Magazine em 1867, fazendo de Hickok um nome familiar e herói popular.

## Prelúdio
Tutt e Hickok, ambos jogadores, já haviam sido amigos, apesar do fato de Tutt ser um veterano do Exército Confederado e Hickok ter sido um batedor do Exército da União. Davis Tutt veio originalmente do Condado de Marion, Arkansas, onde sua família esteve envolvida na Guerra Tutt-Everett, durante a qual vários de seus familiares foram mortos. Ele tinha vindo para o norte do Missouri após a Guerra Civil. Hickok nasceu em Illinois, vindo para o oeste depois de pensar erroneamente que matou um homem em uma briga de bêbados.
O eventual desentendimento entre Hickok e Tutt teria ocorrido por causa de mulheres. Houve relatos de que Hickok teve um filho ilegítimo com a irmã de Tutt, enquanto Tutt foi observado prestando muita atenção à amante de Wild Bill, Susanna Moore. Quando Hickok começou a se recusar a jogar qualquer jogo de cartas que incluísse Tutt, o cowboy retaliou apoiando abertamente outros jogadores de cartas locais com conselhos e dinheiro em uma tentativa dedicada de levar Hickok à falência.

## O jogo de cartas
O conflito latente finalmente veio à tona durante um jogo de pôquer no Lyon House Hotel (agora chamado de "Old Southern Hotel"). Hickok estava jogando contra vários outros jogadores locais enquanto Tutt estava por perto, emprestando dinheiro quando necessário e "encorajando e aconselhando os demais jogadores sobre como vencer Hickok". O jogo estava sendo jogado com apostas altas e Hickok tinha se saído bem, ganhando cerca de $ 200 ($ 3.340 em 2020) do que era essencialmente dinheiro de Tutt. Irritado com suas perdas e sem vontade de admitir a derrota, Tutt lembrou Hickok de uma dívida de US $ 40 em uma negociação anterior. Hickok encolheu os ombros e pagou a quantia, mas Tutt não ficou satisfeito. Ele então afirmou que Hickok lhe devia $ 35 adicionais de um jogo de pôquer anterior. "Acho que você está errado, Dave", disse Hickok. "A dívida é de apenas vinte e cinco dólares. Tenho um memorando no bolso".
Tutt tinha muitos seguidores na Casa de Lyon e, encorajado por esses associados armados, decidiu aproveitar a oportunidade para humilhar seu inimigo. No meio de sua discussão sobre a diferença de $ 10 na dívida (e enquanto Hickok ainda estava jogando pôquer), Tutt pegou um dos bens mais valiosos de Hickok da mesa, seu relógio de bolso de ouro Waltham repetidor, e anunciou que ficaria com o relógio como garantia até que Hickok pagasse o total de $ 35. Hickok ficou chocado e lívido, mas, estando em menor número e com menos armas, ele não estava disposto a recorrer à violência no momento. Ele calmamente exigiu que Tutt colocasse o relógio de volta na mesa. Tutt supostamente respondeu apenas com um "sorriso feio" e deixou o local com o relógio.
Além de humilhar Hickok publicamente e tomar sua propriedade, a exigência de Tutt por garantias sobre uma dívida de um colega jogador profissional de cartas implicava que ele pensava que Hickok era um jogador falido tentando evitar suas dívidas. Ignorar tal insulto de Tutt teria arruinado a carreira de Hickok como jogador em Springfield, que era supostamente sua única fonte de renda. Além disso, grupos de amigos de Tutt supostamente continuaram a zombar de Hickok após o confronto inicial, provocando-o com conversas sobre o relógio de bolso para ver se ele poderia ser instigado a ficar com raiva para que pudesse ser abatido por todo o grupo. Depois de vários dias assim, a paciência de Hickok estava no limite. Quando um grupo de apoiadores de Tutt na Casa de Lyon zombou de Hickok e anunciou que tinha ouvido que Tutt planejava usar o relógio "no meio da praça da cidade" no dia seguinte, Hickok supostamente respondeu: "Ele não vai atravessar aquela praça, a menos que os mortos possam andar". Tendo aparentemente se decidido, Hickok voltou ao seu quarto para limpar, lubrificar e recarregar suas pistolas em antecipação a um confronto com Tutt na manhã seguinte.

## Negociações fracassadas
Embora Tutt tivesse humilhado seu rival, o ultimato de Hickok basicamente forçou sua mão. Retornar à sua ostentação pública faria todo mundo pensar que ele tinha medo de Hickok e, enquanto pretendesse ficar em Springfield, não poderia se dar ao luxo de mostrar covardia. No dia seguinte, ele chegou à praça da cidade por volta das 10h com o relógio de Hickok pendurado abertamente no bolso da cintura. A notícia se espalhou rapidamente que Tutt estava cumprindo sua promessa de humilhar Hickok, chegando aos próprios ouvidos de Hickok em uma hora.
De acordo com o testemunho de Eli Armstrong (e apoiado por duas outras testemunhas, John Orr e Oliver Scott), Hickok encontrou Tutt na praça e discutiu os termos da devolução do relógio. Tutt agora exigia $ 45. Armstrong tentou convencer Tutt a aceitar os $ 35 originais e negociar o resto mais tarde, mas Hickok ainda estava inflexível de que devia apenas $ 25. Tutt então segurou o relógio na frente de Hickok e afirmou que não aceitaria menos de $ 45. Os dois então disseram que não queriam brigar e foram beber juntos. Tutt logo saiu, no entanto, voltando mais uma vez para a praça, ainda usando o relógio.

## O embate

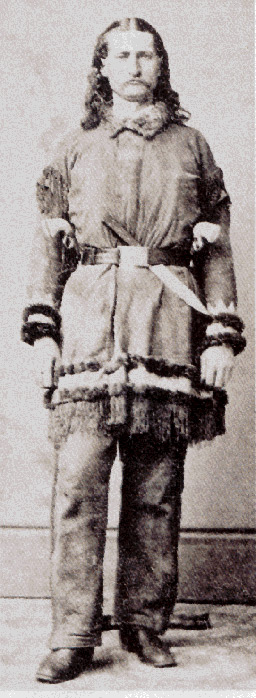
Wild Bill Hickok em 1869.

Poucos minutos antes das 18h, Hickok foi visto se aproximando calmamente da praça pelo sul, com seu Colt Navy nas mãos. Sua presença armada fez com que a multidão se dispersasse imediatamente para a segurança dos edifícios próximos, deixando Tutt sozinho no canto noroeste da praça. A uma distância de cerca de 75 jardas (68,6 metros), Hickok parou, de frente para Tutt, e gritou: "Dave, aqui estou." Ele engatilhou a pistola, colocou-a no coldre na cintura e deu um aviso final: "Não venha aqui com esse relógio." Tutt não respondeu, mas ficou com a mão na pistola.
Os dois homens se encararam de lado na posição de duelo e hesitaram brevemente. Então Tutt pegou sua pistola. Hickok sacou sua arma e a firmou no antebraço oposto. Os dois homens dispararam um único tiro, quase simultâneamente, de acordo com os relatórios. Tutt errou, mas a bala de Hickok atingiu Tutt no lado esquerdo entre a quinta e a sétima costelas. Tutt gritou: "Rapazes, estou morto", ccambaleou até a varanda do tribunal local e voltou para a rua, onde desabou e morreu.

## Julgamento e consequências
No dia seguinte, um mandado foi emitido para a prisão de Hickok e dois dias depois ele foi preso. A fiança foi inicialmente negada, como é comum em casos de assassinato. Hickok acabou pagando uma fiança de US $ 2.000 (equivalente a US $ 33.400 nos termos atuais) no mesmo dia, depois que o magistrado reduziu a acusação de "homicídio doloso" para "homicídio culposo". Hickok foi preso sob o nome de William Haycocke (o nome que ele usava em Springfield) pelo homicídio culposo de David Tutt. Durante o julgamento, os nomes foram alterados para J. B. Hickok e Davis Tutt / Little Dave, sendo o termo "pequeno" um equivalente ao atual "júnior" para indicar ter o mesmo nome do pai.
O julgamento por homicídio culposo de Hickok começou em 3 de agosto de 1865 e durou três dias. Vinte e duas testemunhas da praça testemunharam no julgamento. O advogado de Hickok era o coronel John S. Phelps, ex-governador militar da União de Arkansas. A acusação foi liderada pelo major Robert W. Fyan; o juiz foi Sempronius H. Boyd. As transcrições do julgamento foram perdidas, mas as notícias dos jornais indicam que Hickok alegou legítima defesa. O fato mais contestado no julgamento foi quem atirou primeiro. Apenas quatro testemunhas realmente assistiram à luta. Dois alegaram que os dois atiraram, mas não sabiam quem puxou primeiro. Um disse que estava atrás de Hickok, então ele só viu Hickok disparar, já que sua visão de Tutt estava bloqueada. Outro disse que Tutt não atirou, mas admitiu ter notado que a arma de Tutt tinha uma câmara descarregada. Todas as outras testemunhas afirmaram que, embora não tenham visto o tiroteio, ouviram apenas um tiro.
Apesar da alegação de autodefesa de Hickok ser tecnicamente inválida sob a lei estadual referente ao "combate mútuo" (já que ele veio para a praça armado e esperando lutar), o júri decidiu que ele tinha justificativa para atirar em Tutt. Como Tutt foi o iniciador da luta (tomando o relógio de Hickok) e o primeiro a exibir agressão aberta, e como duas testemunhas indicaram que Tutt foi o primeiro a pegar sua pistola, a lei não escrita ditava que Hickok era justificado e, posteriormente, eles o absolveram de culpa. Na verdade, Hickok foi visto como uma pessoa honrada por dar a Tutt várias chances de evitar o conflito em vez de atirar nele no momento em que ele sentiu que foi desrespeitado.
O juiz Boyd deu ao júri duas instruções aparentemente contraditórias. Ele primeiro instruiu o júri que a condenação era sua única opção de acordo com a lei. No entanto, ele então os instruiu que eles poderiam aplicar a lei não escrita da "luta justa" e absolver, uma ação conhecida como anulação do júri, que permite ao júri proferir uma decisão contrária à lei. O julgamento terminou a absolvição em 6 de agosto de 1865, depois que o júri deliberou por "uma ou duas horas" antes de chegar a um veredito de inocente, que não era popular na época. Um proeminente advogado de Springfield fez um discurso para a multidão da varanda do tribunal, denunciando o veredito como "contra as evidências e toda a decência" e falou-se no linchamento de Hickok.
O veredito era esperado e estava de acordo com a "lei da trilha" da época; como afirma um historiador moderno, "Nada descreve melhor os tempos do que o fato de que pendurar um relógio como garantia de uma dívida de pôquer foi amplamente considerado como uma provocação justificável para recorrer a armas de fogo". Enquanto Hickok se sentiu humilhado por Tutt exibindo o relógio em público, Tutt também poderia reclamar a mesma humilhação se ele deixasse de usar o relógio, essencialmente se curvando ao aviso de Hickok. Devido à sua notoriedade, o tiroteio tem recebido muita pesquisa e atenção. Várias semanas após o tiroteio, em 13 de setembro de 1865, o coronel George Ward Nichols, um escritor da Harper's, procurou Hickok e deu início às entrevistas que acabariam por transformar o então desconhecido atirador em uma das grandes lendas do Velho Oeste.
O corpo de Davis Tutt foi inicialmente enterrado no Springfield City Cemetery, mas foi desenterrado e reenterrado no Maple Park Cemetery em março de 1883 por seu meio-irmão Lewis Tutt, um ex-escravo que era filho do pai de Tutt e sua escrava.